# Пинеда, Арнел
Арнел Пинеда (филипп. Arnel Pineda; 5 сентября 1967, Манила, Филиппины) — филиппинско-американский певец и автор песен. На Филиппинах стал популярен в 1980-х, в Европе и Америке наиболее известен как вокалист американской рок-группы Journey с 2007 года.

## Биография

### Детство и отрочество
Родился 5 сентября 1967 года на Филиппинах в столичном районе Сампалок (филипп. Sampaloc). Мать Арнела любила петь, привив эту любовь с ранних лет и ему. В детстве родители способствовали участию Арнела во многих местных певческих конкурсах. В 13 лет, вследствие смерти матери от болезни сердца, семья оказывается в затруднительном финансовом положении. Арнелу пришлось бросить школу, чтобы хоть как-то помочь отцу справиться с накопившимися задолженностями. Два последующих года Арнел провел в крайне затруднительных условиях, иногда он был вынужден растягивать пачку печенья на два дня, чтобы иметь возможность получать хоть какую-то прибыль. Ему приходилось спать где попало и браться за любую работу: в частности, он собирал и сдавал на переработку стеклотару, макулатуру и металлолом, а также работал на пирсе, где занимался швартовкой и очисткой металла.

### Карьера
В 1982 году, когда Арнелу было 15 лет, он стал ведущим вокалистом филиппинской музыкальной группы Ijos. В 1986 году часть участников Ijos, в том числе и Пинеда, образовали новую группу Amo. Под этим именем они вскоре победили в конкурсе «Rock Wars» на Филиппинах.
В конце 1980-х Amo выступает в клубах таких городов как Кесон-Сити, Олонгапо, Макати. Особенно популярной группа становится в клубе «California Jam» в Олонгапо, который часто посещали американские военнослужащие.
В 2007 году рок-группа Journey искала нового вокалиста взамен ушедшего из-за проблем с горлом Стива Оджери. Гитарист Нил Шон, просматривая YouTube, нашёл записи исполнения каверов Journey Арнелом Пинедой. Шон тут же связался с вокалистом и пригласил в США на прослушивание, на что Пинеда согласился, и в конце 2007 года стал полноправным участником команды. В 2008 году Journey выпустили первый альбом с новым вокалистом «Revelation», который занял пятое место в чартах и был продан в количестве полутора миллионов копий.

## Избранная дискография

### Сольные альбомы
- Arnel Pineda (1999)

### В составеThe Zoo
- Zoology (2007)

### В составеJourney
- Revelation (2008)
- Journey: Live in Manila (2009, DVD)
- Eclipse (2011)